# إريك مالمبيرغ
إريك مالمبيرغ (بالسويدية: Erik Malmberg)‏ هو مصارع هاوي سويدي، ولد في 15 مارس 1897 في غوتنبرغ في السويد، وتوفي بنفس المكان في 9 مايو 1964.

## وصلات خارجية
- إريك مالمبيرغ على موقع قاعدة بيانات المصارعة الدولية (الإنجليزية)
- إريك مالمبيرغ على موقع أوليمبيديا (الإنجليزية)
- إريك مالمبيرغ على موقع اللجنة الأولمبية السويدية (السويدية)